# Великобритания на зимних Олимпийских играх 1936
Великобритания принимала участие в Зимних Олимпийских играх 1936 года в Гармиш-Партенкирхене (Германия) в четвёртый раз, и завоевала по одной медали каждого достоинства. Это единственная олимпиада, где британцам удалось завоевать золото в хоккее.

## Медали
Золото
- Хоккей, мужчины — Джеймс Фостер, Артур Чайлд, Гордон Дэйлли, Карл Эрхард, Роберт Уимэн, Эдгар Бренчли, Александр Эрчер, Джон Дэйви, Джэймс Чэппелл, Джон Коуэрд, Арчибальд Стинчкомб, Джэймс Борлэнд, Джон Килпэтрик.

 Серебро
- Фигурное катание, женщины — Сесилия Колледж.

 Бронза
- Бобслей, мужчины — Фредерик Макэвой, Джеймс Кардно, Гай Дагдэйл и Чарльз Грин.

## Состав сборной
Сборная Великобритании состояла из 38 спортсменов, в том числе 10 женщин; они соревновались в 6 видах спорта.
Самой юной участницей сборной была 12-летняя фигуристка Белита Джепсон-Тёрнер, самым старшим — 38-летний Карл Эрхардт, капитан хоккейной сборной.

## Результаты

### Бобслей
Соревнования прошли с 11 по 15 февраля, разыгрывались медали среди двоек и четвёрок.
Двойки
| Боб   | Спортсмены                     | 1 заезд | 1 заезд | 2 заезд | 2 заезд | 3 заезд | 3 заезд | 4 заезд | 4 заезд | Итог    | Итог  |
| Боб   | Спортсмены                     | Время   | Место   | Время   | Место   | Время   | Место   | Время   | Место   | Время   | Место |
| ----- | ------------------------------ | ------- | ------- | ------- | ------- | ------- | ------- | ------- | ------- | ------- | ----- |
| GBR-1 | Фредерик Макэвой Джеймс Кардно | 1:25.61 | 4       | 1:23.85 | 6       | 1:28.58 | 9       | 1:22.21 | 4       | 5:40.25 | 4     |

Четвёрки
| Боб   | Спортсмены                                            | 1 заезд | 1 заезд | 2 заезд | 2 заезд | 3 заезд | 3 заезд | 4 заезд | 4 заезд | Итог    | Итог  |
| Боб   | Спортсмены                                            | Время   | Место   | Время   | Место   | Время   | Место   | Время   | Место   | Время   | Место |
| ----- | ----------------------------------------------------- | ------- | ------- | ------- | ------- | ------- | ------- | ------- | ------- | ------- | ----- |
| GBR-1 | Фредерик Макэвой Джеймс Кардно Гай Дагдэйл Чарлз Грин | 1:23.38 | 6       | 1:20.18 | 4       | 1:20.74 | 4       | 1:19.11 | 4       | 5:23.41 | 3     |

### Лыжные гонки
Мужчины
| Дистанция | Дата       | Спортсмен      | Результат | Результат |
| Дистанция | Дата       | Спортсмен      | Время     | Место     |
| --------- | ---------- | -------------- | --------- | --------- |
| 18 км     | 12 февраля | Фрэнсис Уолтер | 1’44:13   | 71        |

### Фигурное катание

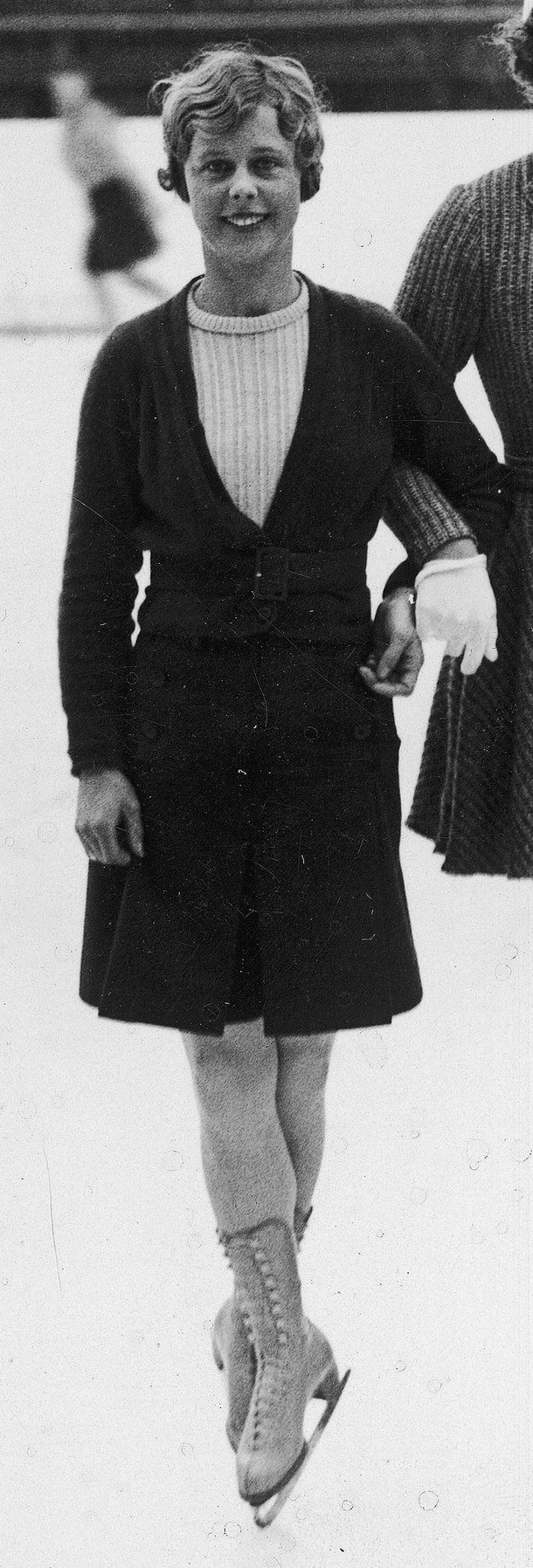
Фигуристка Молли Филлипс в 1936 году.

Соревнования прошли с 9 по 14 февраля. Выступления спортсменов оценивали по старой системе судейства, где важнее была «сумма мест»: сколько судей поставят спортсмена на более высокое место, а также учитывались результаты квалификации. В одиночном катании большое значение имели обязательные фигуры.
Мужчины — одиночное катание
| Спортсмен      | Обязательные фигуры | Произвольная программа | Сумма мест | Баллы | Место в итоговом протоколе |
| -------------- | ------------------- | ---------------------- | ---------- | ----- | -------------------------- |
| Джеффри Йейтс  | 10                  | 20                     | 110        | 348,7 | 16                         |
| Фредди Томлинс | 11                  | 10                     | 77         | 364,2 | 10                         |
| Джек Данн      | 8                   | 3                      | 42         | 387,7 | 6                          |
| Грэм Шарп      | 2                   | 6                      | 34         | 394,1 | 5                          |

Женщины — одиночное катание
| Спортсменка     | Обязательные фигуры | Произвольная программа | Сумма мест | Баллы | Место в итоговом протоколе |
| --------------- | ------------------- | ---------------------- | ---------- | ----- | -------------------------- |
| Гвинет Батлер   | 5                   | снялась с соревнований |            |       |                            |
| Белита          | 14                  | 18                     | 107        | 352,6 | 16                         |
| Молли Филлипс   | 12                  | 12                     | 78         | 366,2 | 11                         |
| Сесилия Колледж | 2                   | 2                      | 13,5       | 418,1 | 2                          |

Пары
Соревнования пар прошли 13 февраля.
| Спортсмены                  | Сумма мест | Баллы | Место |
| --------------------------- | ---------- | ----- | ----- |
| Розмари Стюарт Эрнест Йейтс | 102,5      | 9,0   | 10    |
| Вайолет Клифф Лесли Клифф   | 56,5       | 10,1  | 7     |

### Хоккей
Турнир проводился с 6 по 15 февраля в три этапа. На первом этапе команды были разделены на 4 группы, по две сильнейшие выходили в следующий этап. На втором этапе 8 команд были разделены на две группы, по две сильнейшие выходили в финальный этап.
В первом этапе сборная Великобритании попала в подгруппу «Д», где выиграла у Швеции и Японии.
| М | Сборная        | И | В | Н | П | ШЗ | ШП | РШ | О |
| - | -------------- | - | - | - | - | -- | -- | -- | - |
| 1 | Великобритания | 2 | 2 | 0 | 0 | 4  | 0  | +4 | 4 |

| 6 февраля 1936 | Великобритания | — | Швеция |  | 1:0 (1:0,0:0,0:0) |
|                |                |   |        |  |                   |
| 7 февраля 1936 | Великобритания | — | Япония |  | 3:0 (2:0,0:0,1:0) |
|                |                |   |        |  |                   |

Во втором этапе в подгруппе «А» Великобритания выиграла у Канады и Венгрии и сыграла вничью с Германией.
| 11 февраля 1936 | Великобритания | — | Канада         |  | 2:1 (1:1,0:0,1:0)     |
|                 |                |   |                |  |                       |
| 12 февраля 1936 | Германия       | — | Великобритания |  | 1:1 (0:0,0:1,1:0,0:0) |
|                 |                |   |                |  |                       |
| 13 февраля 1936 | Великобритания | — | Венгрия        |  | 5:1 (1:0,3:1,1:0)     |

| Место | Команда        | И | В | Н | П | Шайбы | Разн. | Очки |
| ----- | -------------- | - | - | - | - | ----- | ----- | ---- |
| 1     | Великобритания | 3 | 2 | 1 | 0 | 8: 3  | + 5   | 5    |

В финальном этапе Великобритания разгромила команду Чехословакии (5:0) и всухую сыграла с США (0:0), после чего стала олимпийским чемпионом, чемпионом Европы и мира.
| 1936-02-14 21:00 | Великобритания | 5:0 (2:0, 3:0, 0:0) | Чехословакия | Olympia-Kunsteisstadion, Гармиш–Партенкирхен |

| Отчёт                                                                                     | Отчёт               | Отчёт   | Отчёт   | Отчёт                     |
| ----------------------------------------------------------------------------------------- | ------------------- | ------- | ------- | ------------------------- |
|                                                                                           |                     |         |         |                           |
|                                                                                           | Джеймс Фостер       | Вратари | Ян Пека | Судьи: Поплимонт Крайзель |
|                                                                                           | Голы:               |         |         | Судьи: Поплимонт Крайзель |
| Джон Дэйви 10:00 Джеймс Чэппелл 14:00 Джон Дэйви 23:00 Джон Дэйви 25:00 Джон Коуэрд 26:00 | 1:0 2:0 3:0 4:0 5:0 |         |         | Судьи: Поплимонт Крайзель |
|                                                                                           |                     |         |         | Судьи: Поплимонт Крайзель |
|                                                                                           |                     |         |         | Судьи: Поплимонт Крайзель |
|                                                                                           |                     |         |         | Судьи: Поплимонт Крайзель |
|                                                                                           |                     |         |         | Судьи: Поплимонт Крайзель |
|                                                                                           |                     |         |         |                           |

| 1936-02-15 21:00 | Великобритания | 0:0 (ОТ) (0:0, 0:0, 0:0, 0:0, 0:0, 0:0) | США | Olympia-Kunsteisstadion, Гармиш–Партенкирхен Зрителей: 10 000 |

| Отчёт | Отчёт         | Отчёт   | Отчёт     | Отчёт                         |
| ----- | ------------- | ------- | --------- | ----------------------------- |
|       |               |         |           |                               |
|       | Джеймс Фостер | Вратари | Томас Мун | Судьи: Трауттенберг Тупальски |
|       |               |         |           | Судьи: Трауттенберг Тупальски |
|       |               |         |           | Судьи: Трауттенберг Тупальски |
|       |               |         |           | Судьи: Трауттенберг Тупальски |
|       |               |         |           | Судьи: Трауттенберг Тупальски |
|       |               |         |           | Судьи: Трауттенберг Тупальски |
| 1 мин | Штраф         | 1 мин   |           | Судьи: Трауттенберг Тупальски |
|       |               |         |           |                               |
|       |               |         |           |                               |

| Место | Команда        | И | В | Н | П | Шайбы | Разн. | Очки |
| ----- | -------------- | - | - | - | - | ----- | ----- | ---- |
| 1     | Великобритания | 3 | 2 | 1 | 0 | 7: 1  | + 6   | 5    |